# 東京都交通局工形牽引車
東京都交通局工形牽引車（とうきょうとこうつうきょくこうがたけんいんしゃ）は、東京都交通局の路面電車専用の電動牽引車。

## 概要
車輌ではなく、備品として扱われていた車輌移動機械で、全部で2輌存在した。交通局芝浦車輌工場で製作されたもので、製作年次は不明。余剰となったボギー車用の台車に車体を乗せただけのもので、工場内での車輌移動の際に牽引車として運用されていたといわれる。芝浦工場が廃止された際に廃車された。